# SC Pfullendorf
Maillots
Le SC Pfullendorf est un club de football allemand basé à Pfullendorf.

## Historique
- 1919 : fondation du club

## Palmarès
- Regionalliga Süd (D3)
  - Vice-champion : 2000

- Oberliga Baden-Württemberg (D4)
  - Champion : 2002

- Verbandsliga Südbaden
  - Champion (5) : 1980, 1982, 1988, 1990, 1995

- Coupe du Baden du Sud
  - Vainqueur (5) : 1983, 1990, 2006, 2008, 2010
  - Finaliste : 2007